# Veronica Mutua
Veronica Kamumbe Mutua (* 2. Februar 1992 in Makueni) ist eine kenianische Sprinterin, die sich auf den 400-Meter-Lauf spezialisiert hat.

## Sportliche Laufbahn
Erste internationale Erfahrungen sammelte Veronica Mutua bei den IAAF World Relays 2017 auf den Bahamas, bei denen sie mit der kenianischen 4-mal-400-Meter-Staffel im B-Finale in 3:40,98 min den vierten Platz belegte und mit der gemischten Staffel in 3:23,79 min auf den sechsten Platz gelangte. Im Jahr darauf gelangte sie bei den Commonwealth Games im australischen Gold Coast im 400-Meter-Lauf bis in das Halbfinale, in dem sie mit 54,85 s ausschied. Im August belegte sie bei den Afrikameisterschaften in Asaba in 53,27 s den siebten Platz und gewann mit der Staffel in 3:35,45 min die Silbermedaille hinter Nigeria. Bei den World Athletics Relays 2021 im polnischen Chorzów schied sie mit der 4-mal-400-Meter-Staffel mit 3:39,34 min im Vorlauf aus. Im Jahr darauf gewann sie bei den Afrikameisterschaften in Port Louis in 52,76 s die Bronzemedaille über 400 Meter hinter der Südafrikanerin Miranda Coetzee und Niddy Mingilishi aus Sambia. Zudem sicherte sie sich in der Mixed-Staffel in 3:22,75 min die Bronzemedaille hinter den Teams aus Botswana und Nigeria. Mit der Frauenstaffel gewann sie in 3:35,55 min gemeinsam mit Jacinter Shikanda, Hellen Syombua und Joan Cherono die Silbermedaille hinter dem südafrikanischen Team. Anschließend schied sie bei den Commonwealth Games in Birmingham mit 54,80 s im Halbfinale über 400 Meter aus und belegte mit der Frauenstaffel in 3:32,28 min den fünften Platz. 2024 ging sie bei den Afrikameisterschaften in Douala im Halbfinale über 400 Meter nicht mehr an den Start und gewann mit der Frauenstaffel in 3:32,65 min gemeinsam mit Joan Cherono, Esther Mbagari und Mercy Chebet die Bronzemedaille hinter den Teams aus Nigeria und Sambia. Zudem belegte sie in der Mixed-Staffel in 3:16,59 min den vierten Platz. Im August verpasste sie bei den Olympischen Sommerspielen in Paris mit 3:13,13 min den Finaleinzug in der Mixed-Staffel.
2022 wurde Mutua kenianische Meisterin im 400-Meter-Lauf.

## Persönliche Bestzeiten
- 200 Meter: 24,54 s (+0,2 m/s), 26. Januar 2024 in Nairobi
- 400 Meter: 51,70 s, 15. Juni 2024 in Nairobi